# Siedmiorogów Pierwszy
Siedmiorogów Pierwszy – wieś w Polsce położona w województwie wielkopolskim, w powiecie gostyńskim, w gminie Borek Wielkopolski. Wieś liczy około 140 mieszkańców, którzy są rozproszeni na przestrzeni 3 km. Na tym obszarze znajduje się kilkanaście gospodarstw rolnych.
Wioska została założona w 1756 roku. W celu zwiększenia wydajności ziem i lasów, właściciel Siedmiorogowa Drugiego, będący również starostą szamockim, sprowadził 29 kolonistów z Saksonii, Szwabii i Holandii. Osiedlili się wzdłuż drogi do Pogorzeli. Każdy z nich otrzymał 30-morgową działkę, którą musiał wykarczować i przygotować pod uprawę. Przez cztery lata koloniści byli zwolnieni z wszelkich świadczeń na rzecz właściciela. Ustanowili własne organy samorządowe oraz sąd cywilny. Mieli również prawo do swobodnego wyznawania wiary w swoich domach lub w nowo wybudowanej szkole, która powstała w 1767 roku. Szkoła otrzymała działkę o powierzchni dwóch hektarów jako swoje uposażenie. Ta społeczność kolonistów tworzyła wyjątkową wspólnotę, a nawet pruski rząd do czasów Bismarcka nie był w stanie jej zintegrować. Dopiero przybyli niemieccy osadnicy około 1880 roku wprowadzili do wsi elementy kultury pruskiej.
W okresie Wielkiego Księstwa Poznańskiego (1815-1848) miejscowość wzmiankowana jako Siedmiorogów należała do wsi większych w ówczesnym pruskim powiecie Krotoszyn w rejencji poznańskiej. Siedmiorogów należał do okręgu borkowskiego tego powiatu i stanowił odrębny majątek, którego właścicielem był wówczas Celestyn Smitkowski. Według spisu urzędowego z 1837 roku wieś liczyła 223 mieszkańców, którzy zamieszkiwali 31 dymów (domostw). W latach 1975–1998 miejscowość administracyjnie należała do województwa leszczyńskiego.